# Інтерактивний голосовий робот
Інтерактивний голосовий робот — це програмний агент, розроблений на базі штучного інтелекту, який використовує технологію розпізнавання голосу, систему прийняття рішень, синтез мовлення та технологію обробки природної мови, і забезпечує інтерактивний діалог з користувачами у режимі реального часу. Інтерактивні голосові роботи є невід'ємною частиною інтелектуальних персональних помічників. Голосовий агент найбільше застосовується компаніями саме у сфері телефонних комунікацій, з метою повної автоматизації вхідних та вихідних дзвінків.
Інтерактивні голосові роботи: Ziax, Dasha, Voximplant, Robovoice, Kvint, RobotMia, Neuro.net, EVE.calls.

## Історія
Еволюція автоматизації телефонних комунікацій бере свій початок від найпростішого голосового меню, яке за допомогою системи рішень голосових меню переводить дзвінок клієнта на потрібного фахівця. На наступному етапі заявились голосові агенти, які лише озвучують текст повідомлень та використовуються для того, щоб донести інформацію до клієнта, наприклад, сповістити про знижки на той, чи інший продукт. Прогресивне покоління голосових роботів, які використовують штучний інтелект, спілкуються з клієнтами у природній формі завдяки технологіям розпізнавання мови та семантичного аналізу. Для таких роботів використовуються алгоритми машинного навчання, які передбачають наявність навчального масиву даних, що досліджуються для певної моделі. Тобто завдання роботу витягувати та зберігати певні шаблони з масивів даних, «вчитися» — з кожним послідущим веденням нових даних та використовувати свій досвід для покращення своєї продуктивності.

## Технологія
На першому етапі інтерактивної бесіди система голосового роботу транскрибує мову людини у текст, для цього можуть використовуватися такі технології, як Google Speech Recognition, або наприклад, Yandex SpeechKit. Надалі текст аналізується безпосередньо у момент бесіди за допомогою протоколів керування медіа ресурсами. Робот «розуміє» контекст бесіди завдяки технології обробці живої мови, яка на основі семантичного аналізу виділяє сутності та інтенції-наміри. Саме контекстно-інтенційна модель є наближеною до роботи мозку людини. Відповідно до сутностей та інтенцій робот приймає рішення, як надалі продовжувати бесіду. На наступному етапі обрані дані перетворюються у голосове повідомлення і передаються по комунікаційному каналу.
Технологія обробки природної мови надає голосовому агенту можливість імітувати стиль розмови людини, це створює певну ілюзію, що голосовий робот — це інша людина. Система інтерактивного голосового роботу дозволяє фільтрувати фонові звуки, шуми, перешкоди та неточності. Завдяки цієї особливості робот веде бесіду як людина і робить паузи, природні для людського сприйняття. Голосові роботи також можуть визначати стать та вік людини на підставі даних, а саме критеріїв жіночого та чоловічого голосів. Однією з прогресивних функцій програмного агенту є спроможність розпізнавати емоційний стан людини, а саме позитивний, нейтральний або негативний настрій співрозмовника.